# Ōba Iwao
Ōba Iwao (japanisch 大場 磐雄; geboren 3. September 1899 in Tokio; gestorben 7. Juni 1975) war ein japanischer Archäologe.

## Leben und Wirken
Ōba Iwao interessierte sich seit seiner Kindheit für Ruinen und Relikte aus der Vergangenheit. Während des Studiums an der Universität Kokugakuin in Tokio wurde er von dem Archäologen Torii Ryūzō (1870–1953) und dem Gelehrten Orikuchi Nobuo (1887–1953) beeinflusst. 1929 machte Ōba seinen Studienabschluss im Fach Geschichte und begann für die Shintō-Abteilung des Innenministeriums zu Arbeiten. 1929 wurde er Dozent an der Shintō-Abteilung seiner Alma Mater, 1934 Lehrbeauftragter für Vorbereitungskurse der Universität und 1935 Lehrbeauftragter an Universität. Nach dem Zweiten Weltkrieg promovierte Ōba und wurde Professor am Kokugakuin und zugleich Direktor der Universitätsbibliothek. 1967 war er auch Vorsitzender der „Graduate School of Letters“ (大学院文学研究科, Daigakuin bungaku kenkyū-ka). 1970 ging er in den Ruhestand, blieb aber bis zu seinem Tod Gastprofessor an der Graduiertenschule.
Während dieser Zeit war Ōba Berater der „Association of Shinto Shrines“ (神社本庁, Shintō honchō), Ehrenmitglied der „Anthropological Society of Japan“ (日本人類学会, Nihon jinrui gakkai) und „Vorsitzender der Japanese Archaeological Association“ (日本考古学協会, Nihon kōko gyōkai). 1972 wurde er sachverständiges Mitglied des „Kulturgutschutzrates“ (文化財保護審議会, Bunkazai hogo shingikai).
Ōba war der erste, der Shintō-Ritualstätten bis in die Jōmon-Zeit zurückverfolgte, war also der Pionier einer einzigartigen Shintō-Archäologie, die auf Untersuchungen von Schreinen und antiken Ritualstätten im ganzen Land basierte. Zu seinen Veröffentlichungen gehören
- „Shintō kōkogaku ronkō“ (神道考古学論攷) –„Überprüfung der Shintō-Archäologie“ 1943,
- „Matsuri Kōkogaku kara saguru Nihon kodai no matsuri“ (まつり 考古学から探る日本古代の祭) – „Feste – Archäologisch erforschte alte japanische Feste“ 1967,
- „Saishi iseki“ (祭祀遺跡) – „Spuren ritueller Stätten“ 1970,

zusammen mit Yawata Ichirō und anderen
- „Shinpan kōkogaku kōza“ (新版考古学講座) – „Neuauflage des Archäologiekurses“,
- „Shintō kōkogaku kōza“ (神道考古学講座) – „Shinto-Archäologie-Kurs“.

Weiter gibt es die
- „Oba Iwao Collection“ (大場磐雄著作集) 8 Bände.

1975 wurde Ōba mit dem Orden des Heiligen Schatzes Dritter Klasse geehrt.